# Palau National Stadium
Das Palau National Stadium ist ein Sportstadion mit Laufbahn und Sportfeld in Koror. Es wird hauptsächlich für Leichtathletikwettbewerbe und Fußballspiele genutzt. Von den 4000 Zuschauerplätzen sind 3000 Sitzplätze. Alle Spiele der Palau Soccer League werden im Palau National Stadium ausgetragen.